# Hildebrandston
Der Hildebrandston oder auch die Hildebrandsstrophe ist eine der Nibelungenstrophe ähnliche Strophenform. Eine Strophe besteht aus vier paarig gereimten Langzeilen mit An- und Abvers, jedoch hat im Unterschied zur Nibelungenstrophe der letzte Abvers wie die vorigen drei (nicht vier) Hebungen. Benannt ist die Form nach dem Jüngeren Hildebrandslied. Auch im Hürnen Seyfrit wird sie verwendet. Das Strophenschema ist:
3w (4 kl) / 3ma

3w (4 kl) / 3ma

3w (4 kl) / 3mb

3w (4 kl) / 3mb
Die Anverse sind dreihebig mit weiblichem (bzw. vierhebig mit klingendem) Versschluss und die Abverse sind dreihebig mit männlichem (einsilbigem) Versschluss. Die Langzeilen sind paargereimt. Die erste Strophe des jüngeren Hildebrandslied als Beispiel:
‚Ich will zu land außreiten,‘

sprach sich maister Hiltebrant,

‚der mich die weg tät weisen

gen Bern wol in die lant;

di sint mir unkunt gwesen

vil manchen liben tag,

in zwai und dreißig jaren

fraw Uten ich nier gesach.‘
Im mittelhochdeutschen Heldenepos Alpharts Tod kommen beide Strophenarten nebeneinander vor.
Strophe 149 ist eine Nibelungenstrophe:
Des antwort jm geswinde / der herzoch Wolffing zuhant;

‚da habe ich vom keyser / güt und lant

jch han den solt entpfangen, / das lechte golt so rot,

wan er my gebüdet, / so müß ich ryden in dye not.
(4 betonte Silben im letzten Abvers)
Übersetzung: Darauf antwortete ihm der Herzog Wolfing sogleich mit Heftigkeit: "Ich habe vom Kaiser Besitz und Land, ich habe den Lohn erhalten, das glänzende Gold so rot, wenn er mir befiehlt, so muß ich in die Not (des Kampfes) reiten.
Strophe 392 im Hildebrandston lautet:
Also der lyechte morgen / an den hymel kam,

da stont vff myt sorgen / der forst lbesam

der degen küne, / als jne dye sorge betzwang

wan jm dye helden kemen, / dye wile was jm lang
(nur 3 betonte Silben im letzten Abvers)
Übersetzung: Als er helle Morgen am Himmel erschien, da stand der rühmenswee Fürst voller Sorge auf, der tapfere Held, wie die Sorge ihn zwang. Wann die Helden zu ihm kämen – die Zeit war ihm lang.
Der Reim zwischen den beiden ersten Anversen, der hier auftritt, ist beim Hildebrandston nicht zwingend, nur möglich. Erst bei der Heunenweise ist er bei allen Anversen vorhanden.
Aus der Heunenweise entstand mit Wegfall einer Hebung im Anvers die verbreitete Strophenform des kreuzgereimten Achtzeilers nach dem Schema:
3wa

3mb

3wa

3mb

3wc

3md

3wc

3md
Diese Form war im deutschen Volkslied, in der geistlichen Lieddichtung (Befiehl du deine Wege und O Haupt voll Blut und Wunden von Paul Gerhardt), dann in der Kunstdichtung der Romantik und bis zur Dichtung der Moderne sehr beliebt. Andreas Heusler stellte dazu fest: „Von den altdeutschen Formen, die über vier Kurzverse hinausgehen, hat keine zweite diese Verbreitung erlangt in Zeit und Raum.“ Eine moderne Ausprägung der Strophenform bei Gottfried Benn sieht dann so aus:
Dynamik — Born der Wogen,

Gezeitenschoß des All.

Nacht —: und die Sterne zogen,

Nacht —: und der Sterne Fall —

Erreger von Momenten,

sporadisch Höhenschwung

des Formindifferenten

zu Teilbefestigung: […]
Aus Hildebrandston bzw. Heunenweise entwickelte sich als eine zweizeilige (halbe) Form der sogenannte halbe Hildebrandston und daraus der kreuzgereimte Vierzeiler aus jambischen Dreihebern mit abwechselnd weiblicher und männlicher Kadenz, eine der im Deutschen beliebtesten Strophenformen im Volkslied und später auch in der Kunstdichtung. Zu den allgemein bekannten Beispielen zählen Am Brunnen vor dem Tore von Wilhelm Müller und Der König in Thule von Goethe.